# Kaciaryna Miszyna
Kaciaryna Miszyna (ur. 15 stycznia 1989) – białoruska lekkoatletka, specjalizująca się w biegu na 400 m.

## Najważniejsze osiągnięcia
| Rok  | Rodzaj zawodów                 | Miasto | Konkurencja        | Miejsce | Wynik   |
| ---- | ------------------------------ | ------ | ------------------ | ------- | ------- |
| 2009 | Halowe mistrzostwa Europy      | Turyn  | Sztafeta 4 x 400 m | 3.      | 3:35,03 |
| 2009 | Młodzieżowe mistrzostwa Europy | Kowno  | Sztafeta 4 x 400 m | 3.      | 3:30,45 |

Wielokrotna mistrzyni Białorusi.

## Rekordy życiowe
- Bieg na 400 m - 52,61 (2010)
- Bieg na 400 m (hala) - 53,75 (2009)